# SG Wallau/Massenheim
Die SG Wallau/Massenheim war ein Zusammenschluss der Handballabteilungen des TV Wallau und des TuS Massenheim. Bekannt wurde die Spielgemeinschaft in den 1990er Jahren, als sie unter anderem zwei deutsche Meisterschaften und einmal den IHF-Pokal gewann. Nach mehreren Insolvenzen trat der TV Wallau zeitweilig in der Spielgemeinschaft HSG FrankfurtRheinMain und als SG Wallau an. 2014 wurde wieder eine Spielgemeinschaft gegründet, die bis 2019 als HSG Wallau/Massenheim in der Bezirksliga antrat. Zur Saison 2019/20 wurde mit dem TV Breckenheim die HSG Breckenheim Wallau/Massenheim gebildet, deren 1. Mannschaft in der Oberliga Hessen spielt.

## Geschichte
Die SG Wallau/Massenheim entstand 1975 durch den Zusammenschluss der Handballabteilungen des TV Wallau und des TuS Massenheim aus den Ortsteilen Wallau (Hofheim am Taunus) und Massenheim (Hochheim am Main). Sie war zu Beginn der 1990er Jahre mit verschiedenen nationalen und internationalen Titeln der erfolgreichste deutsche Handballverein. 1998 erfolgte aus marketingtechnischen Gründen die Umbenennung in „SG W/M Frankfurt – Die Panther“. Ab 2000 trat der Verein wieder als SG Wallau/Massenheim an. Nach dem Rückzug des TuS Massenheim aus der Spielgemeinschaft im Jahr 2008 führte die SG Wallau den Spielbetrieb fort. Ein Jahr später trat man der Spielgemeinschaft HSG FrankfurtRheinMain bei. Nach deren Auflösung war die Mannschaft ab 2011 wieder als SG Wallau aktiv. Nach der Insolvenz kehrte man zur Saison 2014/15 zu den Ursprüngen zurück: Als Nachfolger wurde die HSG Wallau/Massenheim als Spielgemeinschaft der beiden ursprünglichen Stammvereine TV Wallau und TuS Massenheim gegründet.
Die HSG Wallau/Massenheim trägt ihre Heimspiele in der rund 600 Zuschauer fassenden „Ländcheshalle“ in Hofheim-Wallau aus.

### 1975–1983: Die Anfänge und Durchmarsch zur 2. Bundesliga

Angefangen hatte der Verein – in der ersten Saison nach Gründung – 1975/76 in der Kreisklasse Main-Taunus. Damals verlor das neuformierte Team „aus dem Ländche“ am 21. Februar 1976 das entscheidende Heimspiel und verpasste damit den Aufstieg in die Bezirksliga. In den darauffolgenden Spielzeiten startete die Mannschaft von Trainer Norbert Anthes jedoch einen unerwarteten Durchmarsch. 1981 reichte wegen einer neuen Klasseneinteilung bereits Platz vier in der Oberliga zum Einzug in die Regionalliga. Durch gezielte Verstärkungen, u. a. mit dem Rückraumregisseur Željko Zovko (28-facher jugoslawischer Nationalspieler; später öfter Spielertrainer), gelang in der Saison 1982/83 der Aufstieg in die 2. Liga.

### 1983–1990: Erste und zweite Bundesliga
Für das „Abenteuer“ 2. Bundesliga kam zur Saison 1983/84 Horst Spengler – einer der Weltmeister von 1978 – als Trainer nach Wallau. Trotz einiger Verletzungssorgen hatte die SG am letzten Spieltag zumindest noch eine theoretische Chance, auch in der ersten Zweitliga-Saison den direkten Aufstieg zu schaffen. Durch eine 13:20-Niederlage von Tabellenführer Griesheim gegen Schutterwald und einen eigenen 35:11-Erfolg gegen den Absteiger Haßloch konnte am Abend des 5. Mai 1984 in der mit über 1500 Zuschauern völlig überfüllten Ländcheshalle der Aufstieg gefeiert werden. Die SG Wallau-Massenheim hatte nur neun Jahre nach ihrer Gründung die höchste deutsche Spielklasse erreicht. 
Dem folgte ein Jahr später jedoch der direkte Abstieg. In der darauffolgenden Zweitliga-Saison konnte die SG nicht um den Aufstieg mitspielen. In der Walter-Köbel-Halle in Rüsselsheim – in der die SG seit 1984 ihre Bundesligaspiele austrug – blieb die Mannschaft zwar ohne Punktverlust, dies reichte aber letztlich nicht für die Teilnahme an der Relegationsrunde. 1987 gelang der Spielgemeinschaft der erneute Aufstieg in das Handball-Oberhaus.
Um diesmal die Klasse zu halten, wurden u. a. Nationalspieler Stephan Schoene (TuRu Düsseldorf) und der Finne Mikael Källman (BK 46 Karis / FIN) verpflichtet. Trotz schlechter Auswärtsbilanz reichte es am Ende knapp zum Verbleib in der ersten Liga. Zur Saison 1988/89 trat der kroatische Erfolgscoach Velimir Kljaić sein Amt in Wallau an und erreichte auf Anhieb mit der „Ländchestruppe“ Platz 5 in der Bundesliga. Die darauffolgende Saison beendete die SG auf Rang 3 und scheiterte in der zum ersten Mal ausgetragenen Play-off-Runde am TSV Milbertshofen.

### 1990–1994: Meisterjahre
Ein Jahr nach dem Mauerfall verpflichtete die SG zur Saison 1990/91 die ehemaligen DDR-Auswahlspieler Peter Hofmann und Mike Fuhrig (beide zuvor SC Leipzig) und verstärkte sich darüber hinaus u. a. mit dem Nationalspieler Martin Schwalb (TUSEM Essen). Außerdem spielte die Mannschaft des Trainers Velimir Kljaić ab 1990 erstmals regelmäßig in der von der Stadt Frankfurt für 40 Millionen Mark erbauten Ballsporthalle (ca. 5000 Zuschauer).
Die Investitionen zahlten sich ein Jahr später aus. 1992 wurde das erfolgreichste Jahr in der Wallauer Vereinsgeschichte. Im Play-off-Finale besiegte die SG Wallau/Massenheim den Traditionsklub SG Leutershausen mit 24:17 und sicherte sich damit erstmals die Deutsche Handballmeisterschaft. Im Finale um den IHF-Pokal setzte sich die Spielgemeinschaft gegen das belarussische Team von SKA Minsk durch und kam damit auch zu internationalen Ehren. Mannschaftskapitän Mikael Källman wurde als erster Ausländer zum Handballer des Jahres gewählt.
Für Velimir Kljaić nahm 1992 der spätere Bundestrainer und Weltmeistercoach Heiner Brand Platz auf der Trainerbank der SG. Der zweite Deutsche Meistertitel wurde am Ende der Spielzeit 1992/93 souverän mit sieben Punkten Vorsprung vor dem zweitplatzierten TV Niederwürzbach eingefahren. Durch einen 24:21-Erfolg gegen Bayer Dormagen im Endspiel der Finalrunde des DHB-Pokal sicherte sich die „Ländchestruppe“ auch das Double. Der eigentliche Höhepunkt der Saison war das in der Frankfurter Festhalle vor 10.000 Zuschauern ausgetragene Finalrückspiel um den Europapokal der Landesmeister. Der 22:18-Sieg vor heimischem Publikum reichte aufgrund der Auswärtsniederlage in der Zagreber Eissporthalle aber nicht zum ganz großen Triumph.
In der Bundesliga enttäuschte der Meister und Pokalsieger ein Jahr darauf: es gab 1993/94 „nur“ Platz fünf und deutliche elf Punkte Rückstand auf den neuen Deutschen Meister THW Kiel. Heiner Brand warf zur Halbzeit der Saison das Handtuch. Burkhard Keller trainierte Wallau bis zum Saisonende als Interimscoach. Für Glanzpunkte sorgte die Mannschaft nur im DHB-Pokal. Beim 1994 erstmals ausgetragenen „Final-Four“ in der Sporthalle Hamburg traf die SG im Endspiel auf SG Flensburg-Handewitt und konnte durch ein 17:14 den Vorjahressieg wiederholen. Im Spiel um den Supercup zwischen Meister und Pokalsieger konnte sich das Team außerdem gegen die frischgebackenen Champions vom THW Kiel behaupten.

### 1994–2000: Durchschnittliche Bundesligajahre und Umbenennung in SG W/M Frankfurt
In den folgenden Spielzeiten blieb der sportliche Erfolg weitestgehend aus. Trainer Björn Jilsén, zu Zweitligazeiten Torjäger in Diensten der SG, ließ zwar offensiven Tempohandball spielen, konnte damit aber nicht entscheidend in den Kampf um die Deutsche Meisterschaft eingreifen. 
Der Profi-Handball wurde im Jahr 1996 in die SG Wallau/Massenheim Spielbetriebs- und Vermarktungs-GmbH ausgegliedert. Der neuen Gesellschaft oblag die wirtschaftliche Verwaltung des Lizenzbereichs.
Zu Beginn der Saison 1996/97 wurde kräftig in die Mannschaft investiert. Nach dem Weggang von Mikael Källman verstärkten u. a. die beiden französischen Weltmeister Frédéric Volle und Marc Wiltberger sowie der russische Weltklassekreisläufer Dmitri Torgowanow das Team. Außerdem kehrte während der Saison Meistermacher Velimir Kljaić auf die Trainerbank zurück. Am Saisonende reichte es zu Platz vier; Rückraumspieler Martin Schwalb wurde Torschützenkönig und Handballer des Jahres.
Nach einem sehr guten Start in die Spielzeit 1997/98 gab es Mitte der Saison mehrere Niederlagen, worauf Velimir Kljaić seinen Rücktritt verkündete. Martin Schwalb, der seine aktive Karriere nach dem dritten Platz bei der EM 1998 beendete, übernahm als Spielertrainer zunächst zusammen mit Armin Emrich den Trainerposten. Mit Rang sechs in der Tabelle und der Halbfinalteilnahme im Euro-City-Cup fand die Saison einen zufriedenstellenden Abschluss.
1998 erfolgte die Umbenennung in „SG W/M Frankfurt – Die Panther“. Die Hinwendung zur Mainmetropole hatte marketingtechnische Gründe und sollte vor allem neue Sponsoren für den Verein interessieren, um auch wirtschaftlich auf lange Sicht in der „stärksten Liga der Welt“ bestehen zu können. In der Saison 1998/99 wurde der 6. Platz, ein Jahr später der 12. Platz belegt. Der vermeintliche Schachzug erwies sich jedoch als Flop, ab 2000 trat man deshalb wieder als SG Wallau/Massenheim an.

### 2000–2004: Die „jungen Wilden“
Im Jahr 2000 machte eine sehr junge und unerfahrene Mannschaft mit Achtungserfolgen auf sich aufmerksam. Aufgrund anhaltender finanzieller Schwierigkeiten musste der Club zu Beginn des neuen Jahrtausends verstärkt auf die eigene Jugend und die Sichtung junger Spieler mit Perspektive setzen. Trainer Martin Schwalb führte u. a. Spieler wie Steffen Weber, Christian Rose, Gregor Werum, Jan-Olaf Immel, Pascal Hens und Dominik Klein auf nationales und internationales Parkett. 
Nach dem überraschenden Einzug 2000 in die Final-Four um den DHB-Pokal in Hamburg war in den Medien schnell von den „Jungen Wilden“ die Rede. Ein Jahr später startete die Mannschaft auch in der Bundesliga durch und sicherte sich in der Saison 2000/01 noch vor Meister und Pokalsieger THW Kiel den vierten Tabellenplatz. In der folgenden Saison zog die „Ländchestruppe“ darüber hinaus ins Halbfinale um den EHF-Pokal ein.
Die Euphorie ließ sich jedoch nicht in langfristigen Erfolg ummünzen. Das junge Team konnte in den Spielzeiten 2002/03 und 2003/04 mit jeweils Rang neun die hochgesteckten Erwartungen nicht erfüllen.

### 2004–2005: Insolvenz und Zwangsabstieg
2005 wurde zum schwärzesten Jahr in der bisherigen 30-jährigen Geschichte der Spielgemeinschaft. Nachdem im Herbst 2004 unerwartet Sponsorengelder ausgeblieben waren, stand der ohnehin finanziell angeschlagene Verein vor der Zahlungsunfähigkeit. Obwohl die Geschäftsführung der SG seit Januar 2005 keine Spielergehälter mehr auszahlen konnte, trat die Mannschaft bis zum Saisonende couragiert auf und sicherte mit Platz zehn zumindest den sportlichen Klassenerhalt.
Die Spielbetriebs- und Vermarktungsgesellschaft drückte mittlerweile jedoch eine Schuldenlast von geschätzten 1,27 Millionen Euro. Wochenlang versuchte der Verein neue Geldgeber zu finden, um die drohende Insolvenz abzuwenden. Der Verkauf von „Lizenzgeber“-T-Shirts sowie ein Benefizspiel vor 2.500 Zuschauern in der Frankfurter Ballsporthalle gegen den langjährigen Rivalen THW Kiel reichten am Ende aber nicht zur Rettung. Die Wallauer erhielten keine neue Lizenz für die Handball-Bundesliga, die wirtschaftliche Trägergesellschaft musste Insolvenz anmelden. Die SG Wallau/Massenheim musste sich am Saisonende vom Bundesligaspielbetrieb zurückziehen und mit der II. Mannschaft in der Regionalliga-Südwest einen Neuanfang versuchen.

### 2005–2007: Regionalliga
Die Gruppe von Spielern, auf die der Verein bei seinem Neuanfang in der dritthöchsten Handballspielklasse setzen konnte, setzte sich aus erfahrenen Regionalligaspielern des SG „Regio-Teams“ und einigen jungen Talenten der A-Jugend zusammen, die im Jahr zuvor den Deutschen Jugendmeistertitel geholt hatte. Nur Sebastian Linder, Kapitän Mathias Beer, Markus Rossmeier und Fabian Bohnert konnten bereits Erfahrungen in der 1. oder 2. Liga vorweisen. Das Ziel für die Saison 2005/06 war der direkte Wiederaufstieg.
Zunächst wurde die SG Wallau/Massenheim ihrer Rolle als Saisonfavorit gerecht und blieb bis zum 15. Spieltag ohne Punktverlust. In der Parzival-Sporthalle unterlag das Team von Trainer Jörg Schulze jedoch beim Aufstiegskonkurrenten TV Kirchzell. Die Entscheidung um den Aufstieg sollte erst im Saisonfinale am 20. Mai 2006 fallen. Vor über 1000 Zuschauern gab es gegen die Mannschaft aus Kirchzell erneut eine, diesmal deutliche, 30:40-Niederlage in der Wallauer Ländcheshalle. Als Tabellenzweiter verblieb die Mannschaft zunächst in der Regionalliga Südwest.
Unter dem neuen SG-Coach Carsten Bengs gab es für die SG in der darauf folgenden Spielzeit 2006/07 mit zwei Niederlagen einen ungünstigen Saisonstart. Nach einer Aufholjagd mit 24 Siegen in Folge übernahm die SG drei Spieltage vor Schluss durch einen deutlichen 30:22-Erfolg gegen die TSG Groß-Bieberau erstmals die Tabellenführung. Eine Woche darauf konnte sich das „Regio-Team“ auswärts bei der TSG Haßloch die Südwestdeutsche Meisterschaft sichern und damit die Rückkehr in den Bundesliga-Handball feiern.

### 2007–2009: Zweite Bundesliga, Ende der Spielgemeinschaft
Der Start in die Saison 2007/08 der 2. Bundesliga verlief für die junge Mannschaft wechselhaft. Zu Saisonbeginn nur durch Torjäger Wilm Hetkamp vom Absteiger TV Kirchzell und Junioren-Nationalspieler Steffen Fäth verstärkt, startete die SG mit fünf Niederlagen in Folge in die Hinrunde. Nach einem „goldenen Oktober“ schien das Team zunächst akklimatisiert und konnte insbesondere mit Siegen in Eisenach und gegen die TSG Friesenheim aufwarten. Nach schwankenden Leistungen und einer erneuten Serie von Niederlagen, entließ Wallau Coach Carsten Bengs im November 2007 und verpflichtete den ehemaligen Spieler Mike Fuhrig, der bis dato die A-Jugend betreute, als Trainer. Ihm zur Seite stellte die Vereinsführung um Geschäftsführer Hans-Dieter Großkurth Bengs’ Vorgänger Jörg Schulze als sportlichen Leiter. Dem neuen Trainergespann gelang es, die Mannschaft im Tabellen-Mittelfeld zu etablieren, wobei das Team besonders mit Erfolgen gegen den Tabellendritten aus Willstätt und den ambitionierten HSC Coburg aufhorchen ließ. In der Abschlusstabelle konnte sich der Aufsteiger auf einem ungefährdeten 8. Platz platzieren.
Nachdem der TuS Massenheim im April 2008 die Spielgemeinschaft aufgekündigt hatte, startete die Mannschaft zur Saison 2008/09 als SG Wallau und belegte den 13. Tabellenplatz.

### 2009–2011: Spielgemeinschaft HSG FrankfurtRheinMain in der 2. Bundesliga
Ende März 2009 zog die SG Wallau den Lizenzantrag für die 2. Bundesliga zurück und gab bekannt, dass man gemeinsam mit dem Ligakonkurrenten TSG Münster eine Spielgemeinschaft, die HSG FrankfurtRheinMain, gründen werde, um den Handballsport im Rhein-Main-Gebiet zu stärken. In diese Spielgemeinschaft war nur die 1. Mannschaft eingebunden. Die ehemalige 2. Mannschaft spielte als SG Wallau weiter in der Hessenliga und nahm auch am DHB-Pokal teil. 2011 verzichtete die HSG FrankfurtRheinMain auf einen Lizenzantrag für die neue eingleisige 2. Handball-Bundesliga und die beiden Vereine spielten wieder selbständig; die SG Wallau in der Oberliga Hessen, die TSG Münster in der 3. Liga.

### 2011–2014: Oberliga und 3. Liga, Insolvenz
Von 2011 bis 2013 spielte die erste Mannschaft der SG Wallau in der Oberliga Hessen. Als verlustpunktfreier Tabellenführer wurde 2013 der Aufstieg in die 3. Liga Ost erreicht, aus der sich der Verein am Saisonende 2013/14 freiwillig zurückzog.

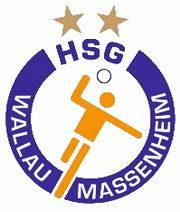

### 2014–2019: Neuanfang in der Bezirksliga und weiterer Rückzug
Nach der Insolvenz der SG Wallau wurde der örtliche Handballsport nach der Saison 2013/14 neu sortiert. Als Nachfolger wurde die HSG Wallau/Massenheim als Spielgemeinschaft der Vereine TV Wallau und TuS Massenheim gegründet. Die neue HSG begann den Spielbetrieb in der Bezirksliga-A. Als für die Saison 2017/18 nicht mehr genügend Spieler zur Verfügung standen, wurde die Mannschaft zurückgezogen, so dass die Spielgemeinschaft nur noch mit einem Team in der Bezirksliga-C antrat, aus der man 2018 in die B-Klasse aufstieg.
Der A-Jugend gelang in der Saison 2016/17 der Aufstieg in die A-Jugend-Bundesliga, wo sie bis zur Spielzeit 2018/19 vertreten war.

### Seit 2019: Spielgemeinschaft HSG Breckenheim Wallau/Massenheim
Zur Saison 2019/20 wurde mit dem benachbarten TV Breckenheim die HSG Breckenheim Wallau/Massenheim gegründet, sowohl im Jugend- als auch im Aktivenbereich. Die erste Mannschaft spielt in der viertklassigen Oberliga Hessen.

## Bekannte ehemalige Spieler
- Christian Fitzek
- Peter Hofmann
- Stephan Schöne
- Martin Schwalb
- Pascal Hens
- Mikael Källman
- Mike Fuhrig
- Zoran Đorđić
- Marcus Rominger
- Markus Baur
- Frédéric Volle
- Steffen Weber
- Bernard Latchimy
- Andreas Rastner
- Dmitri Torgowanow
- Christian Zeitz
- Nenad Peruničić
- Jan-Olaf Immel
- Dominik Klein
- Jens Tiedtke
- Steffen Fäth
- Tobias Hahn
- Tobias Schimmelbauer
- Johannes Golla

## Trainer
- 1976–0000 Erich Schrobbach
- 1977–1981 Norbert Anthes
- 1982–0000 Fritz-Peter Schermuly
- 1982–1983 Željko Zovko (Spielertrainer)
- 1983–1985 Horst Spengler
- 1985–1986 Vitomir Arsenijević
- 1986–0000 Željko Zovko (Spielertrainer)
- 1987–1988 Burkhard Keller und Walter Don
- 1989–1992 Velimir Kljaić
- 1992–1993 Heiner Brand
- 1994–0000 Burkhard Keller
- 1994–1996  Björn Jilsén
- 1996–4/1997 Kristján Arason
- 4/1997–1998 Velimir Kljaić
- 1998–0000 Armin Emrich
- 1998–2005 Martin Schwalb
- 2006–0000 Jörg Schulze
- 2007–0000 Carsten Bengs
- 2007–2009  Mike Fuhrig und J. Schulze
- 2009–2011 Thomas Scherer
- 2011–2014 Ralf Ludwig

## Betreuer und Physiotherapeuten
- 1987–2005  Mori Azghandi
- 1988–2005  Tom Schneider
- 2005–2009  Tobias Labermeier

## Jugendarbeit
Neben dem Herrenhandball ist die SG Wallau (weiterhin in einer Jugendspielgemeinschaft mit dem TuS Massenheim) vor allem in der Nachwuchsförderung engagiert und wurde im April 2008 von der Hessischen Sportförderung für ihre vorbildliche Jugendarbeit geehrt.
Auch in den Handball-Jugenden kann die SG Wallau einige sportliche Erfolge aufweisen. So wurde die A-Jugend zuletzt im Jahr 2005 Deutscher Jugendmeister, die C-Jugend 2007 Südwestdeutscher Meister und die B-Jugend 2009 ebenfalls Südwestdeutscher Meister und kamen somit ins Viertelfinale der Deutschen Meisterschaft, wo sie gegen den späteren Deutschen Meister SG Flensburg-Handewitt aus dem Wettbewerb ausschieden.